# Lago Las Rocas
El lago Las Rocas es un lago chileno ubicado sobre la cuenca del río Puelo en la comuna de Cochamó, Región de Los Lagos. Su emisario entrega las aguas al río Puelo.

## Ubicación y descripción
El lago pertenece a una serie de lagos que drenan hacia el río Puelo, ubicados entre el inicio del río en la frontera con Argentina y el lago Tagua Tagua. Los lagos son: el lago Inferior, el lago Azul, lago Totoral y el lago Verde.
El inventario público de lagos de Chile lo enlista bajo el nombre «laguna Las Rocas» con el tipo «lagos menores» y código del Banco Nacional de Aguas (BNA) 10512092-3.

## Historia
Luis Risopatrón la describe brevemente en su Diccionario Jeográfico de Chile de 1924:: 775 

Rocas (Lago de las) 42° 02' 71° 52' Es estenso i se encuentra a 230 m de altitud, en la banda E del curso superior del rio Puelo; desagua al W. hacia la laguna Verde. 111, i, mapa de Steffen (1909); 134; i 156.

## Población, economía y ecología
La zona es inexplicablemente poco conocida a pesar de su belleza. El acceso a las orillas del lago es posible a través de caminos de ripio, tierra, puentes de madera y transbordadores.